# Campionato europeo femminile under 20 di pallavolo
Il campionato europeo femminile under 20 di pallavolo è una competizione pallavolistica, organizzata dalla CEV, per squadre nazionali europee, riservata a giocatrici con un'età inferiore di 20 anni.
Dal 1966 al 2022 la competizione è stata riservata a giocatrici con un'età inferiore di 19 anni.

## Edizioni
| Edizione                                                                   | Edizione                     | Podio                             | Podio               | Podio          |
| Anno                                                                       | Organizzatore                | Campione                          | Seconda             | Terza          |
| -------------------------------------------------------------------------- | ---------------------------- | --------------------------------- | ------------------- | -------------- |
| Dal 1966 al 2022 la competizione è stata riservata alle nazionali under 19 |                              |                                   |                     |                |
| 1966 Dettagli                                                              | Ungheria                     | Unione Sovietica                  | Germania Est        | Cecoslovacchia |
| 1969 Dettagli                                                              | Unione Sovietica             | Unione Sovietica                  | Bulgaria            | Polonia        |
| 1971 Dettagli                                                              | Italia                       | Unione Sovietica                  | Romania             | Polonia        |
| 1973 Dettagli                                                              | Paesi Bassi                  | Unione Sovietica                  | Cecoslovacchia      | Ungheria       |
| 1975 Dettagli                                                              | Germania Ovest               | Unione Sovietica                  | Cecoslovacchia      | Germania Est   |
| 1977 Dettagli                                                              | Jugoslavia                   | Unione Sovietica                  | Cecoslovacchia      | Germania Est   |
| 1979 Dettagli                                                              | Spagna                       | Unione Sovietica                  | Germania Est        | Cecoslovacchia |
| 1982 Dettagli                                                              | Germania Ovest               | Unione Sovietica                  | Bulgaria            | Cecoslovacchia |
| 1984 Dettagli                                                              | Francia                      | Unione Sovietica                  | Italia              | Cecoslovacchia |
| 1986 Dettagli                                                              | Bulgaria                     | Unione Sovietica                  | Germania Est        | Bulgaria       |
| 1988 Dettagli                                                              | Italia                       | Unione Sovietica                  | Italia              | Romania        |
| 1990 Dettagli                                                              | Austria                      | Unione Sovietica                  | Germania Ovest      | Cecoslovacchia |
| 1992 Dettagli                                                              | Grecia                       | Comunità degli Stati Indipendenti | Cecoslovacchia      | Italia         |
| 1994 Dettagli                                                              | Ungheria                     | Russia                            | Italia              | Germania       |
| 1996 Dettagli                                                              | Turchia                      | Italia                            | Russia              | Polonia        |
| 1998 Dettagli                                                              | Belgio                       | Italia                            | Russia              | Rep. Ceca      |
| 2000 Dettagli                                                              | Svizzera                     | Rep. Ceca                         | Italia              | Polonia        |
| 2002 Dettagli                                                              | Croazia                      | Polonia                           | Ucraina             | Bielorussia    |
| 2004 Dettagli                                                              | Slovacchia                   | Italia                            | Serbia e Montenegro | Russia         |
| 2006 Dettagli                                                              | Francia                      | Italia                            | Croazia             | Ucraina        |
| 2008 Dettagli                                                              | Italia                       | Italia                            | Russia              | Turchia        |
| 2010 Dettagli                                                              | Serbia                       | Italia                            | Serbia              | Rep. Ceca      |
| 2012 Dettagli                                                              | Turchia                      | Turchia                           | Serbia              | Italia         |
| 2014 Dettagli                                                              | Estonia Finlandia            | Serbia                            | Slovenia            | Turchia        |
| 2016 Dettagli                                                              | Slovacchia Ungheria          | Russia                            | Serbia              | Turchia        |
| 2018 Dettagli                                                              | Albania                      | Italia                            | Russia              | Polonia        |
| 2020 Dettagli                                                              | Bosnia ed Erzegovina Croazia | Turchia                           | Serbia              | Bielorussia    |
| 2022 Dettagli                                                              | Macedonia del Nord           | Italia                            | Serbia              | Polonia        |
| Dal 2024 la competizione è riservata alle nazionali under 20               |                              |                                   |                     |                |
| 2024 Dettagli                                                              | Bulgaria Irlanda             | Turchia                           | Italia              | Belgio         |

## Medagliere
| Pos. | Squadra                           | 1º posto | 2º posto | 3º posto | Totale |
| ---- | --------------------------------- | -------- | -------- | -------- | ------ |
| 1    | Unione Sovietica                  | 12       | -        | -        | 12     |
| 2    | Italia                            | 8        | 5        | 2        | 15     |
| 3    | Turchia                           | 3        | -        | 3        | 6      |
| 4    | Russia                            | 2        | 4        | 1        | 7      |
| 5    | Serbia e Montenegro Serbia        | 1        | 6        | -        | 7      |
| 6    | Polonia                           | 1        | -        | 6        | 7      |
| 7    | Rep. Ceca                         | 1        | -        | 2        | 3      |
| 8    | Comunità degli Stati Indipendenti | 1        | -        | -        | 1      |
| 9    | Cecoslovacchia                    | -        | 4        | 5        | 9      |
| 10   | Germania Est                      | -        | 3        | 2        | 5      |
| 11   | Bulgaria                          | -        | 2        | 1        | 3      |
| 12   | Germania Ovest Germania           | -        | 1        | 1        | 2      |
| 12   | Romania                           | -        | 1        | 1        | 2      |
| 12   | Ucraina                           | -        | 1        | 1        | 2      |
| 15   | Croazia                           | -        | 1        | -        | 1      |
| 15   | Slovenia                          | -        | 1        | -        | 1      |
| 17   | Bielorussia                       | -        | -        | 2        | 2      |
| 18   | Ungheria                          | -        | -        | 1        | 1      |
| 18   | Belgio                            | -        | -        | 1        | 1      |